# 宁波溲疏
宁波溲疏（学名：Deutzia ningpoensis）为虎耳草科溲疏属下的一个种。

## 扩展阅读
- 維基物種上的相關：宁波溲疏